# Tokuyama
Pour les articles homonymes, voir Tokuyama (homonymie).
Tokuyama (徳山市, Tokuyama-shi) est une ville du Japon située dans la préfecture de Yamaguchi, au Japon.

## Histoire
Le 21 avril 2003 Tokuyama fusionne avec le bourg de Shinnan'yō, la ville de Kumage du district de Kumage et la ville de Kano du district de Tsuno, pour former la ville nouvelle de Shūnan.

## Géographie
La ville avait une population d'environ 150 000 personnes. Son emplacement le long de la ligne Shinkansen Sanyō facilite l'accès aux villes voisines telles que Hiroshima et Fukuoka. Hikari dispose d'une plage importante.

## Patrimoine culturel
Chaque année, fin décembre, a lieu le « festival de l'arbre de Noël », à l'occasion duquel la ville décore les arbres le long de l'avenue Miyuki avec des lumières de Noël.